# Hakke & zage
Hakke & zage is een nummer van de Nederlandse zanger Gabber Piet uit 1996. Het verscheen als bonustrack op zijn album Love the Hardcore.

## Achtergrondinformatie
Als reactie op de gabberparodie Gabbertje van Hakkûhbar wilde platenmaatschappij Bunny Music met Gabber Piet een soortgelijke parodie uitbrengen, met als titel Hakke & Zage. Hiervoor werd de melodie van de begintune van de kinderserie Peppi en Kokki gebruikt. Doordat Gabber Piet de single uitbracht bij Bunny Music en niet bij zijn werkgever ID&T, werd hij daar ontslagen. Bovendien liet de gabberscene hem vallen, omdat het nummer kwalitatief niet kon tippen aan het werk van Hakkûhbar, die de gabberscene wel op de hak nam, maar in ieder geval een degelijke plaat met een knipoog produceerde.
Desondanks werd "Hakke & zage" wel een grote hit in Nederland, met een 2e positie in de Nederlandse Top 40.

## Tracklijst
- Cd-single

1. "Hakke & zage" (radio mix) - 3:02
2. "Tandje hoger" - 3:07